# آورو ترایپلین
آورو ترایپلین (به انگلیسی: Avro Triplane) یا رو آی ترایپلین (به انگلیسی: Roe I Triplane) یک هواپیمای اولیه سه باله بود که به وسیلهٔ الیوت وردون رو طراحی شد. این هواپیما نخستین هواپیمای کاملاً بریتانیایی بود که پرواز می‌کرد. هواپیمای پیشین الیوت رو دارای موتور فرانسوی بود.